# Arvid Andersson (socialdemokrat)
För andra betydelser, se Arvid Andersson.
Nils Arvid Andersson (i riksdagen kallad Andersson i Ryggestad), född 16 november 1900 i Ny församling, Värmlands län, död 6 maj 1973 i Gunnarskogs församling. Arvika, Värmlands län, var en svensk småbrukare och politiker (socialdemokrat). 
Arvid Andersson ägde egendomen Ryggestad i Gunnarskogs församling. Han var riksdagsledamot i andra kammaren 1949-1964, invald i Värmlands läns valkrets. Han var landstingsman i Värmlands läns landsting från 1931.